# 外国語教育
外国語教育（がいこくごきょういく）とは、外国語を習得させることを目的とした教育の総称。

## 欧州における外国語教育

### フランス

#### 初等教育
2005年度から幼稚園最終学年（5歳）から外国語教育を開始することになり、それから小学2年生（8歳）までの3年を1つのサイクル、さらに小学3年生（9歳）からの5年（11歳）までを1つのサイクルとし、その終了段階でヨーロッパ言語共通参照枠（CEF）のA1レベルとなることを達成目標としている。
幼稚園最終学年から週1時間半から2時間の外国語または地域語の履修が導入されたが、履修言語はほとんどが英語またはドイツ語である。

#### 中等教育
従来中学1年（11歳）から第一外国語（必修）、中学3年（13歳）で第二外国語（必修）を選択しなければならず、中学4年（14歳）で第三外国語を追加することもできる。第一外国語ではほとんどが英語かドイツ語が選択され、第二外国語ではドイツ語、スペイン語、イタリア語、文系生徒が選択することの多い第三外国語はラテン語やギリシャ語などが選ばれることが多い。
2003年度から高等学校の外国語教育指導要綱で、ドイツ語、英語、アラビア語、中国語、スペイン語、ヘブライ語、イタリア語、ポルトガル語、ロシア語の9か国語について高校最終達成目標をヨーロッパ言語共通参照枠（CEF）のレベル基準で公表している（第1外国語ではいずれもB2に設定）。

### ドイツ

#### 初等教育
2002年州文部大臣常設会議の決議で2004/2005年度までに初等教育に第一外国語（英語またはフランス語）が導入された。

#### 中等教育
5年生から外国語の履修が義務付けられているが、履修可能言語は州によって異なる。7年生から第二外国語必須選択科目（フランス語、英語、ラテン語）を履修し、9年生から第三外国語を選択することができる。7年生から10年生まで第二外国語を選択しなかった生徒は、11年生から第二外国語（スペイン語、日本語、ロシア語など）が必須選択となる。

### スイス
スイスにはナショナル・カリキュラムが存在せず、各州の教育省が教育方針や制度を敷いており、2001年3月1日のスイス教育評議会で各州の指導要領にヨーロッパ言語共通参照枠（CEF）に基づく言語教育を導入するよう明記された。
初等教育では、ドイツ語圏では第二言語（第一外国語）はフランス語（チューリッヒ州は2002年に英語を導入）、フランス語圏では第二言語（第一外国語）はドイツ語、イタリア語圏では第二言語（第一外国語）はフランス語かドイツ語、ロマンシュ語圏では学校教育はドイツ語で第二言語（第一外国語）はフランス語かイタリア語である。

### イギリス
初等教育のナショナル・カリキュラムに外国語はなかったが、2002年の国家言語計画（National languages Strategy）で2010年までにすべての初等教育機関で外国語教育を導入することになった。

## アジアにおける外国語教育

### 日本

#### 初等・中等教育
文部科学省は、2001年以降英語教育の強化方針を打ち出しており、2002年度以降、「総合的な学習の時間」の中で試験的に英語教育を行う小学校が増えているほか、2003年4月には群馬県太田市が「太田市外国語（英語）教育特区」として認定を受けた。これをうけさらに2005年度からは「小学校英語活動地域サポート事業」を開始し、選定した小学校での英語教育の取り組みを支援している。2006年3月27日、中央教育審議会外国語専門部会が小学校における英語教育の必修化に言及した審議状況報告をまとめ、マスコミで大きく報道された。こうした英語の早期教育方針に対しては、「早期からの多言語教育は母語習得に干渉するため、どちらの言語能力も十全に発達しないばかりか、統合された人格の形成に悪影響を与える」「英語を唯一の国際言語と見なす英語帝国主義を助長する」「教員の確保など、教育現場が混乱する」などの批判がある。
他方、英語以外の外語教育を実施している初等・中等教育機関は多くない。

#### 高等教育及び専門学校
専門学校や高等教育機関である大学においては、専門分野に応じて高等学校レベル以上の様々な外語教育が行われている。具体的には、学生は第二外語として日本語と英語以外の語学を教室において学習している｡

### マレーシア
マレーシアでは1970年に英語を第二言語としており初等教育で英語教育が必須になっている。英語の授業数は、国民学校で6年間を通じて年間160時間、国民型学校で1年生から3年生までが年間80時間、4年生から6年生が年間96時間、中等教育で年間112時間である。

### 中国
中国では2001年から小学校での英語が必修になり、小学3年生から英語教育などが行われているが、国が定めた基準で各省・自治区・直轄市は教育課程の異なる運用を認めており、北京市や上海市では小学1年生から英語教育が行われている。

### 台湾
台湾では2000年の「国民中小学九年一貫課程綱要」が公布され、2001年から小学校での英語教育が必修になった。

### タイ
タイ王国では初等教育1年生から中等教育12年生まで英語が必修科目で、基礎教育コア・カリキュラムでは初等教育では1年生から3年生までが週最低1時間、4年生から6年生までは週最低2時間学習することとされている。

### ベトナム
2010年、教育訓練省開催会議で初等教育の外国語学習時間が週2時間の選択制から週4時間の必修制になり、段階的に移行している。

### 韓国
国の基準で外国語教育開始学年は小学3年（必修）とされ、1時間の授業は小学校で40分、中学校で45分とされているが、学習内容の正確や学校の実情などに応じて弾力的に編成できるとされている。